# La Cumbre-Los Cocos-San Esteban
Se denomina La Cumbre - Los Cocos - San Esteban a la aglomeración urbana que se extiende entre las localidades argentinas de La Cumbre, Los Cocos y San Esteban dentro del Departamento Punilla, provincia de Córdoba, en las coordenadas 30°57′13″S 64°29′24″O / -30.95361, -64.49000. Dicha denominación fue dada por INDEC con fines censales, ya que este aglomerado, como los demás del Valle de Punilla, se encuentran fusionados entre sí, formando parte de un área metropolitana mayor como es el Gran Córdoba.
Cabe destacar que el aglomerado La Cumbre - Los Cocos - San Esteban no creció en su mayoría sobre la Ruta Nacional 38, sino sobre la Ruta Provincial E-76, en tierras ubicadas al pie de las Sierras Chicas.

## Población
Cuenta con 9,638 habitantes (Indec, 2010). En el anterior censo contaba con 8,927 habitantes (Indec, 2001), lo que representa un incremento del 7,96%.

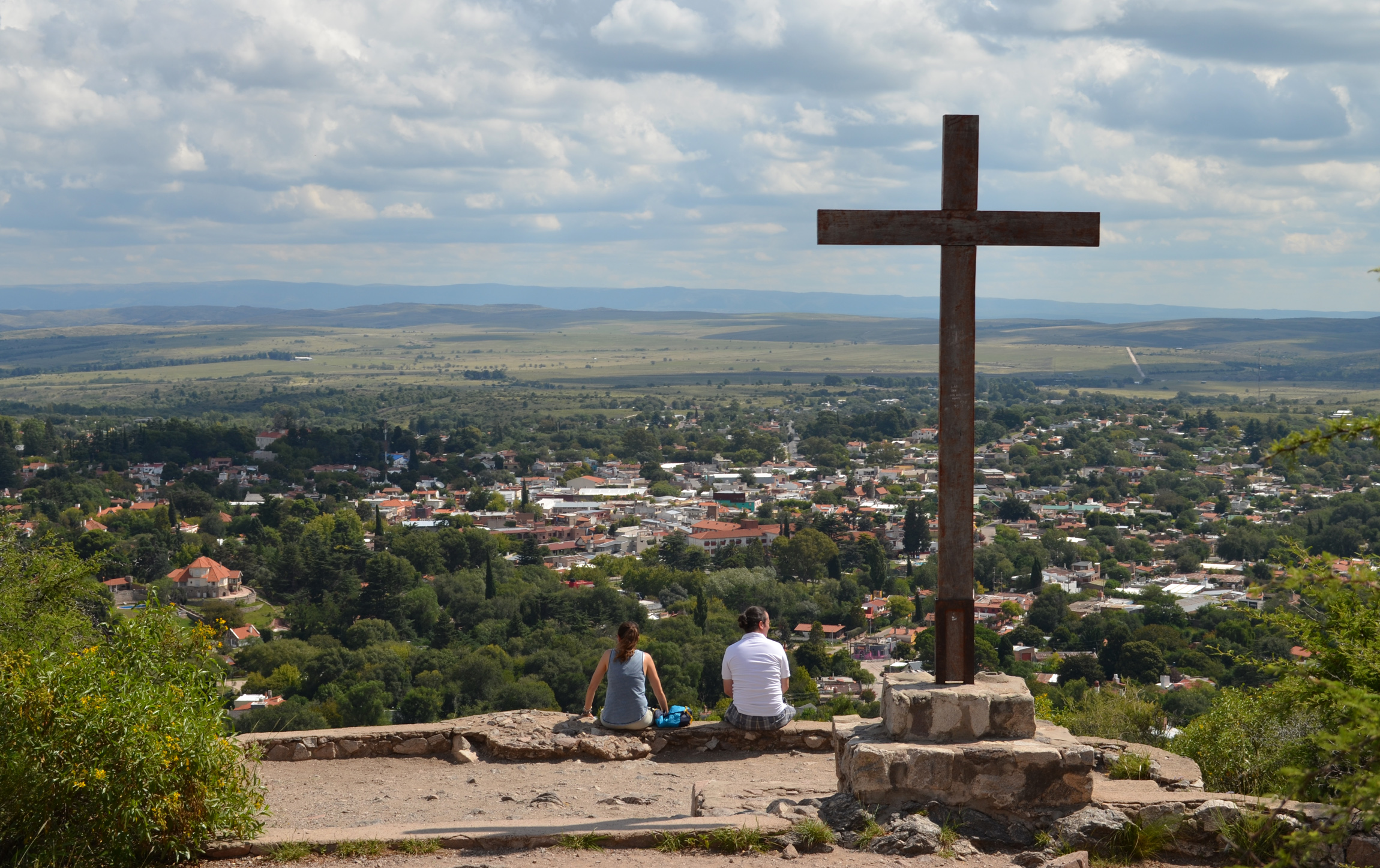
Vista panorámica de La Cumbre desde El Cristo.

| Localidad   | Población (2010) | Población (2001) | Población (1991) |
| ----------- | ---------------- | ---------------- | ---------------- |
| La Cumbre   | 7.544            | 7.235            | 6.536            |
| Los Cocos   | 1.242            | 1.035            | 782              |
| San Esteban | 852              | 657              | 598              |
| Total       | 9.638            | 8.927            | 7.916            |